# Spyker C8
Spyker C8 – holenderski supersamochód prezentujący oryginalną stylistykę nadwozia i wnętrza, odnoszącą się do produkowanych w latach 1900-1928 luksusowych samochodów Spyker. W 2000 roku powstał pierwszy model C8 Spyder, którego oferta w kolejnych latach była poszerzana o mocniejsze silniki, zamknięte nadwozie oraz bardziej dopracowane, supersportowe modele. Na podstawie modelu C8 powstał także Spyker C12, którego różni od C8 dwunastocylindrowa jednostka napędowa i odpowiednio przeprojektowana pod tym względem konstrukcja techniczna.

## Charakterystyka modeli
- Spyker C8 Spyder, od roku 2000

Pierwszy z serii modeli C8 sportowy samochód holenderskiej marki zwracał na siebie uwagę przede wszystkim bezprecedensowym wyglądem, zarówno aluminiowego nadwozia, jak i wnętrza. Konstruktorzy postawili przede wszystkim na oryginalność samochodu, czego skutkiem był kipiący lśniącymi elementami oraz niespotykaną w innych markach deską rozdzielczą roadster. Napęd stanowił umieszczony centralnie, widlasty, ośmiocylindrowy silnik Audi o mocy zwiększonej do 400 KM, dzięki czemu C8 Spyder rozwijał prędkość 300 km/h, a do pierwszej "setki" rozpędzał się w 4.4 sekundy. Pomimo tych osiągów, Spyker C8 Spyder specjaliści traktują raczej jako bulwarowy, ekstrawagancki roadster, aniżeli typowy samochód klasy 300+. Spowodowane jest to głównie niedociągnięciami w kwestii technicznej i skupieniu się techników holenderskiego producenta na stylu.
- Spyker C8 Laviolette, od roku 2001

Model Laviolette to zamknięta wersja C8 Spyder. Nazwa pochodzi od pracującego dla przedwojennej firmy Spyker belgijskiego konstruktora Josepha Laviolette. Samochód wyposażony jest we wzmocniony silnik V8 Audi o mocy 450 KM, a nie 400, jak w przypadku podstawy. Prócz przeźroczystego dachu, auto zostało także zmodernizowane pod względem technicznym, jednak większa masa modelu nie pozwoliła na zwiększenie prędkości maksymalnej. Tu także wynosi ona 300 km/h.
- Spyker C8 Double 12 S/R, od roku 2001

Spyker C8 Double 12 R był pierwszym modelem zdolnym do walki na torach wyścigowych. Nazwa "Double 12" pochodziła od rekordu osiągniętego przez przedwojenny model C4 podczas 24-godzinnego wyścigu Brooklands. Wyścigowa wersja R miała własny, aluminiowy silnik 4.0 o mocy 480 KM, sześciobiegową manualną skrzynię biegów oraz zawieszenie przygotowane do walki w wyścigach długodystansowych. Najważniejszym celem powstania Double 12 R był start w wyścigu Le Mans 24h w 2002 roku, jedyny startujący w konfrontacji Spyker nie dojechał do mety z powodu defektu. Dopiero rok później Spyker osiągnął sukces, kończąc 24-godzinny wyścig na 10. miejscu w swojej klasie, a 30. w klasyfikacji generalnej.
Ze względu na wymagania FIA dotyczące wyścigów, w 2002 roku na rynek trafiła seria modeli C8 Double 12 S wyposażona standardowo w 400-konny silnik Audi 4.0 V8. Istnieje jednak możliwość modernizacji tego silnika - najwyższy, "piąty" poziom (standardowo montowany jest "pierwszy") pozwala na "wyciągnięcie" nawet 620 KM, a dzięki temu - jazdę z prędkością nawet 345 km/h.
- Spyker C8 Spyder T, od roku 2004

W 2004 roku na rynek trafiła wersja Spyder T, wyposażona w silnik Audi 4.2 V8 z dwoma turbosprężarkami. Silnik ten był właściwie lekko zmodernizowaną jednostką napędową modelu Spyder, jednak zmiany w nadwoziu, zawieszeniu i aerodynamice modelu pozwoliły 525-konnemu roadsterowi na osiągnięcie 320 km/h. Do 100 km/h Spyker C8 Spyder T rozpędzał się w 3.9 sekundy.
Pod koniec 2004 roku planowano rozpocząć produkcję 25 wyścigowych modeli C8 Spyder TR, jednak ostatecznie projekt zarzucono, skupiając się na pojazdach cywilnych i projekcie wyścigowej wersji wolnossącej.
- Spyker C8 Spyder GT2R, od roku 2005

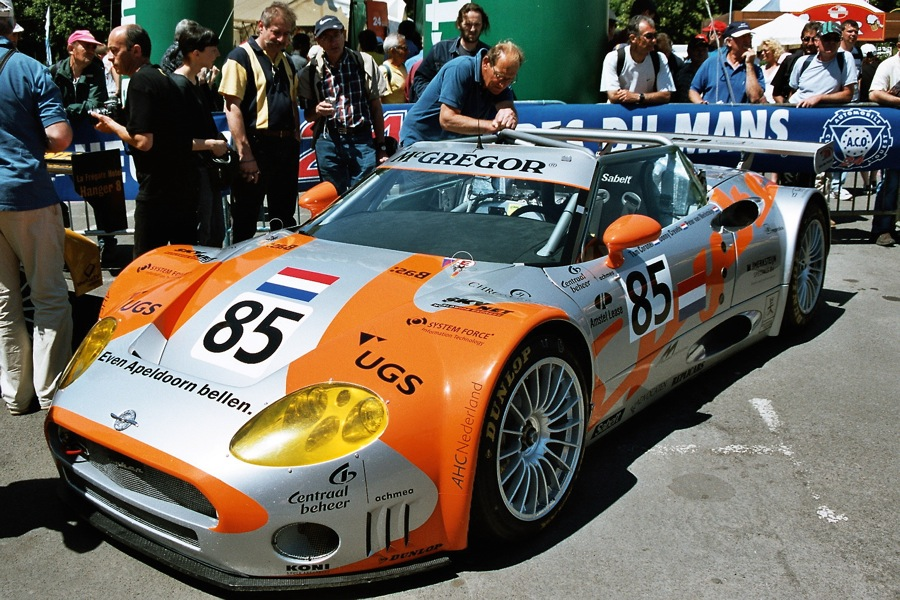
Spyker C8 Spyder GT2R

W 2005 roku powstał kolejny torowy projekt firmy Spyker Cars. Wyścigowy C8 Spyder GT2R rozpoczął walkę w słabszej klasie GT2, gdzie konkurencją były wyścigowe wersje m.in. Ferrari F430 oraz Porsche 911 GT3. Celem powstania modelu Spyder GT2R była walka w najbardziej znanych wyścigach długodystansowych: 24h Le Mans oraz amerykańskim 12 Hours of Sebring. Samochód wyposażony został w wolnossący, aluminiowy silnik V8 o pojemności 3.8 litra i mocy adekwatnej do klasy, w której miał startować - około 450 KM.
Spyker C8 Spyder GT2R nie odniósł jednak sukcesów w sporcie motorowym. W latach 2005–2007 żaden ze startujących GT2R nie ukończył wyścigu 24h Le Mans, natomiast wyścig 12 Hours of Sebring ukończył dwukrotnie - w latach 2006 i 2007, zwykle jednak pod koniec stawki. Wyścigowego Spykera na torach można było zobaczyć praktycznie tylko w barwach fabrycznego zespołu - Spyker Squadron.

## Dane techniczne
|                               | Spyker C8 Spyder | Spyker C8 Spyder T                   | Spyker C8 Laviolette | Spyker C8 Double 12 S          | Spyker C8 Double 12 R (wyścigowy) | Spyker C8 Spyder GT2R (wyścigowy) |
| ----------------------------- | ---------------- | ------------------------------------ | -------------------- | ------------------------------ | --------------------------------- | --------------------------------- |
| Cylindrów/Zaworów na cylinder | V8 / 5           | V8 Bi-turbo / 5                      | V8 / 5               | V8 / 5                         | V8 / 5                            | V8 / 5                            |
| Pojemność (cm³)               | 4172             | 4172                                 | 4172                 | 3999                           | 3999                              | 3800                              |
| Moc (kW / KM)                 | 298 / 400        | 391 / 525                            | 335 / 450            | 298 / 400 (opcja do 492 / 620) | 357 / 480                         | około 335 / 450                   |
| Moment obr. (Nm / min-1)      | 480 Nm           | 560 Nm                               | 480 Nm               | 480 Nm (opcja do 678 Nm)       | 480 Nm                            | brak danych                       |
| Napęd                         | Na tylne koła    | Na tylne koła                        | Na tylne koła        | Na tylne koła                  | Na tylne koła                     | Na tylne koła                     |
| Skrzynia biegów/biegi         | Manualna / 6     | Manualna / 6 (opcja Sekwencyjna / 6) | Sekwencyjna / 6      | Manualna / 6                   | Manualna / 6                      | Manualna / 5                      |
| 0-100 km/h                    | 4,4              | 3,9                                  | 4,4                  | 4,5 (opcja do 3,7)             | 4.0                               | brak danych                       |
| Prędkość maksymalna (km/h)    | 300              | 320                                  | 300                  | 301 (opcja do 345)             | 330                               | brak danych                       |
| Masa własna (kg)              | 1000             | 1315                                 | 1070                 | 1350                           | 1100                              | 1100                              |